# Nicolae Cernăianu
Dr. Nicolae Cernăianu (n. 15 februarie 1938) a fost un opozant al regimului comunist.

## Biografie
Nicolae Cernăianu s-a născut la 15 februarie 1938 în Pucioasa, județul Dâmbovița. După absolvirea liceului s-a înscris la Facultatea de Medicină Generală a Institutului Medico-Farmaceutic din București. În perioada când era student în anul II a participat la mișcările revendicative ale studenților din București în 1956 (vezi Mișcările studențești din București din 1956). A fost printre organizatorii unui miting de solidaritate cu studenții arestați, programată pentru ziua de 15 noiembrie 1956. A fost arestat la 12 noiembrie 1956. Ancheta sa a fost condusă de locotenent major Gheorghe Mihăilescu, locotenent major Constantin Popescu, locotenent major Vasile Dumitrescu și locotenent major Dumitru Preda. Prin sentința Nr. 234 din 15 februarie 1957 a Tribunalului Militar București la 4 luni închisoare corecțională. A fost eliberat, după executarea sentinței, la 11 martie 1957. A lucrat ca muncitor necalificat (construcții), personal de noapte, etc. 
Și-a terminat studiile la Facultatea de Medicină IAȘI 1963. Chirurg la Institutul  de Endocrinologie C.I. Parhon (BUCUREȘTI).  A "plecat" în Germania în 1983.
A lucrat ca medic primar (oberarzt)  în Bavaria până la pensionare.